# Býkovice
Býkovice (v horském nářečí Békovice) jsou obec v okrese Blansko v Jihomoravském kraji. Leží jedenáct kilometrů severozápadně od Blanska a v obdobné vzdálenosti jihozápadně od Boskovic. Žije zde 273 obyvatel.

## Historie

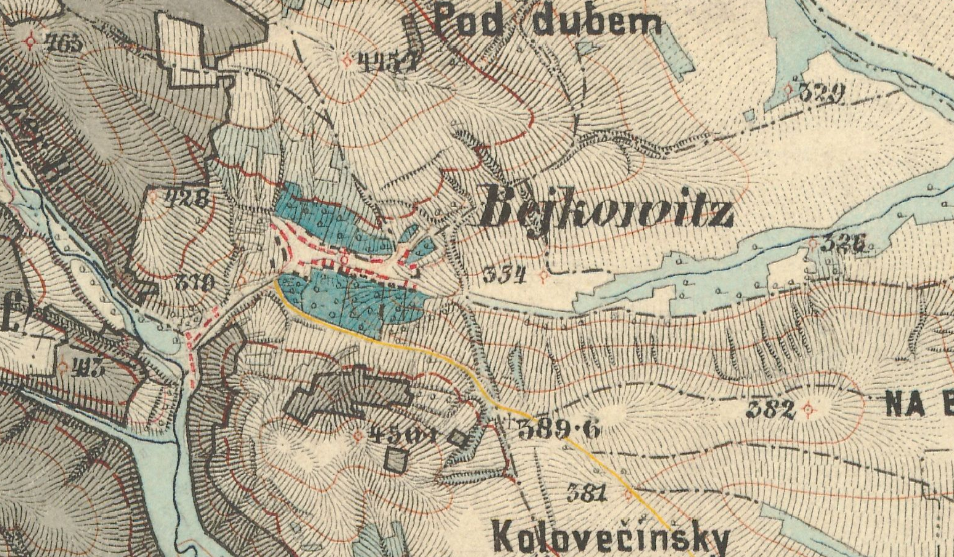
III. vojenské mapování z roku 1876

První písemná zmínka o vesnici pochází z roku 1264, kdy byla obec biskupským lénem. Od 14. století Býkovice spadaly pod blanenský obvod a vystřídalo se tu několik držitelů obce – například Pešík Býkovec, Mikšík z Býkovic, Vaněk Černohorský a Beneš Černohorský z Boskovic.

## Obyvatelstvo
Ke sčítání lidu roku 2011 bylo v obci sečteno 200 občanů se stálým bydlištěm. K 1. lednu 2020 obec čítala 241 obyvatel. Svého největšího počtu obyvatel od roku 1910 obec dosáhla roku 1921, kdy čítala 379 obyvatel.
| Rok            | 1869 | 1880 | 1890 | 1900 | 1910 | 1921 | 1930 | 1950 | 1961 | 1970 | 1980 | 1991 | 2001 | 2011 | 2021 |
| -------------- | ---- | ---- | ---- | ---- | ---- | ---- | ---- | ---- | ---- | ---- | ---- | ---- | ---- | ---- | ---- |
| Počet obyvatel | 359  | 344  | 338  | 341  | 374  | 379  | 336  | 293  | 288  | 260  | 227  | 190  | 173  | 200  | 253  |
| Počet domů     | 58   | 59   | 55   | 55   | 62   | 61   | 65   | 70   | 70   | 68   | 66   | 74   | 79   | 91   | 103  |

## Obecní správa

### Obecní symboly
Znak a vlajka byly obci uděleny rozhodnutím předsedy Poslanecké sněmovny Parlamentu České republiky dne 27. února 2004.

## Pamětihodnosti
- Kaple Nejsvětější Trojice
- Porčův mlýn – historický vodní mlýn
- Čtvrtky za Bořím – přírodní památka
- Venkovská usedlost č. p. 62[zdroj⁠?!]

## Galerie

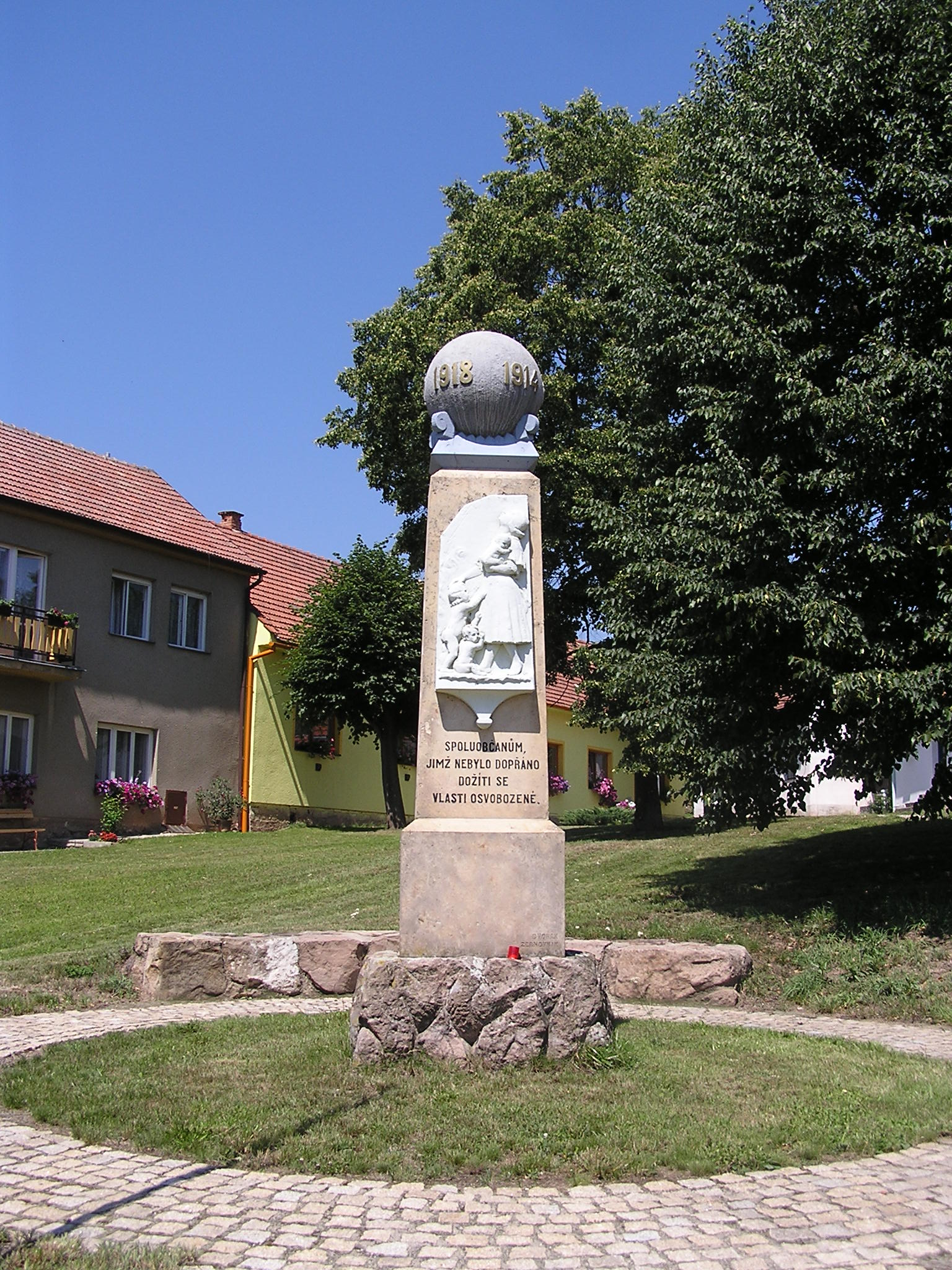
Pomník padlých v první světové válce na návsi
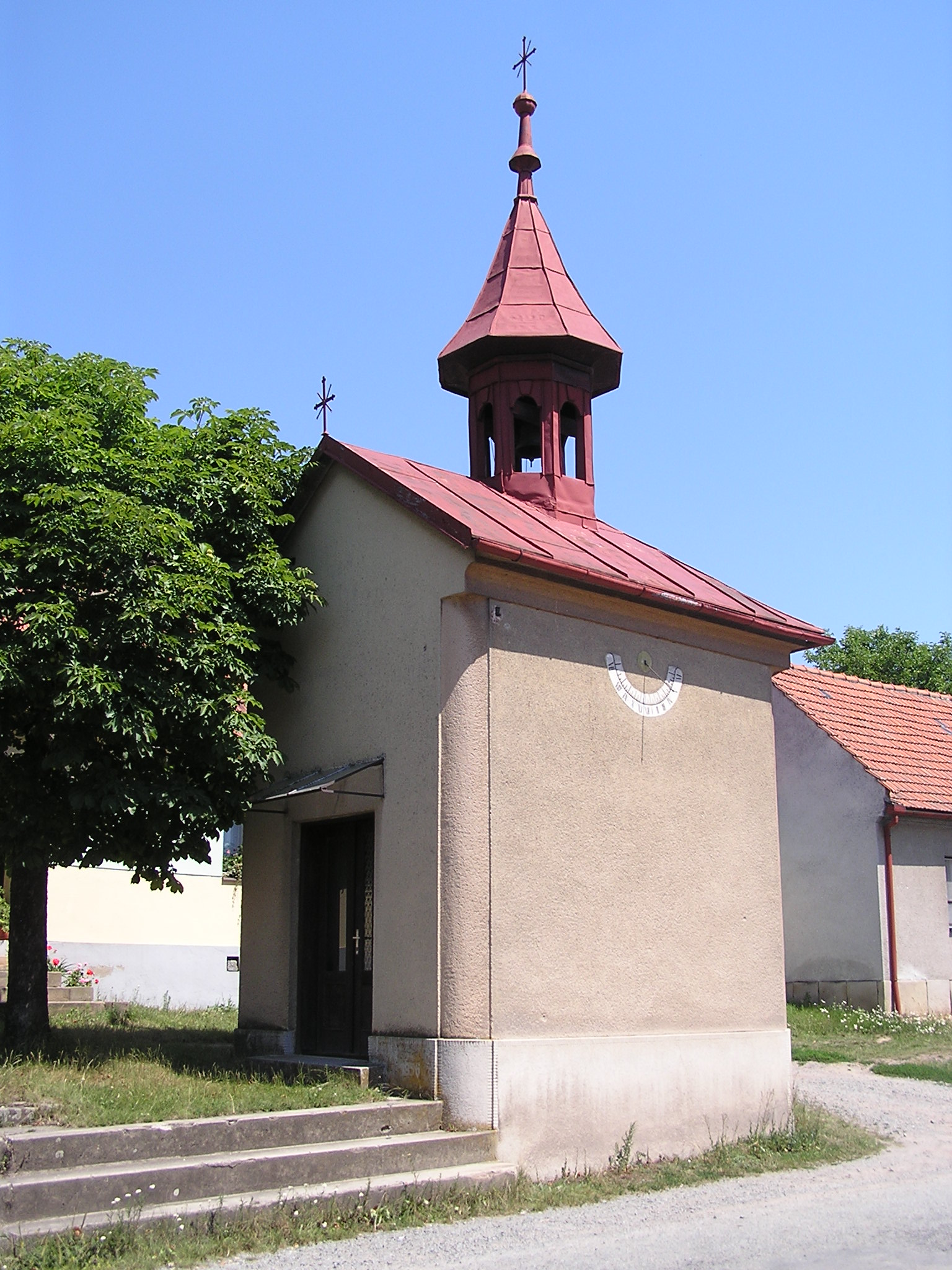
Kaple Nejsvětější Trojice se slunečními hodinami
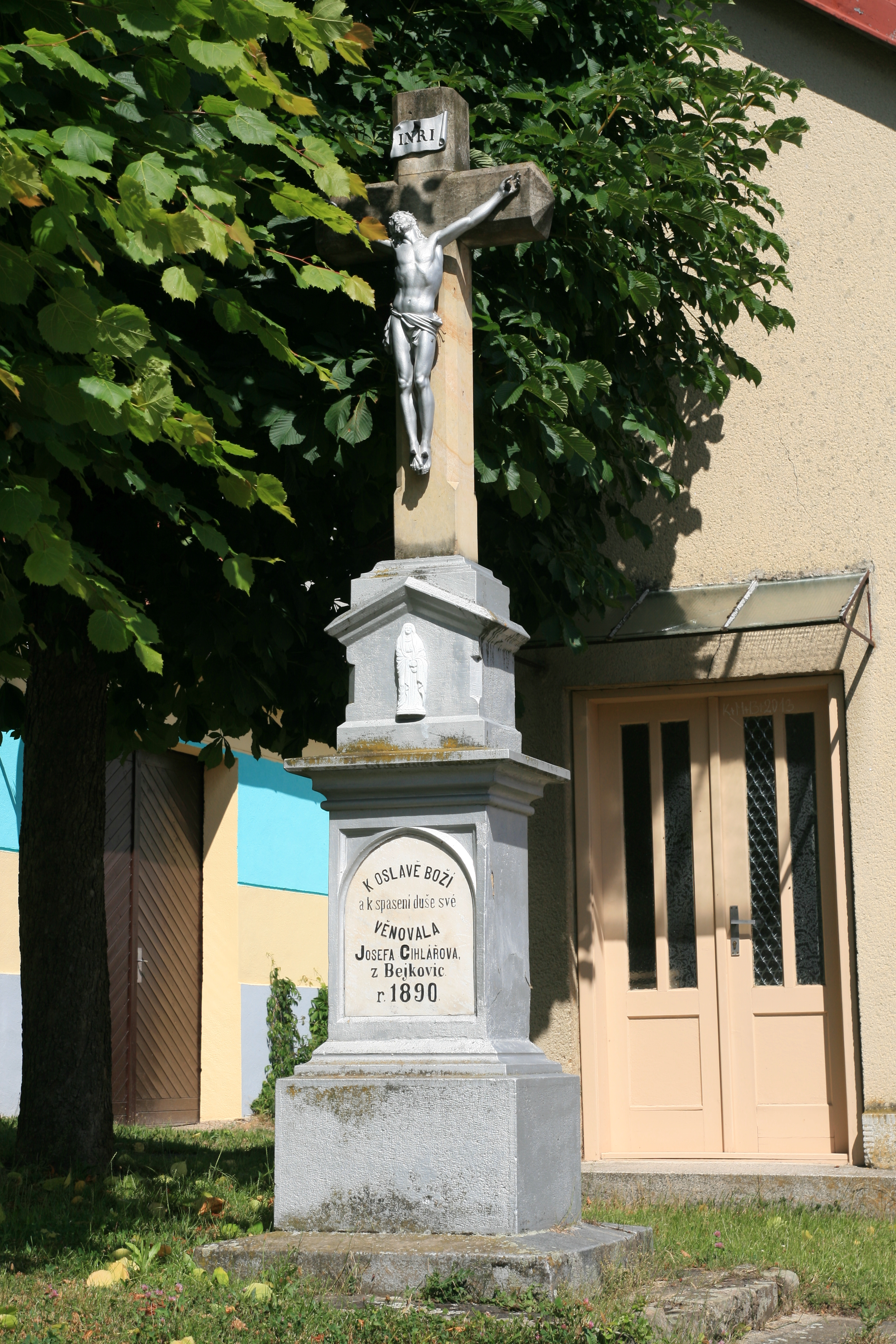
Kříž u kaple
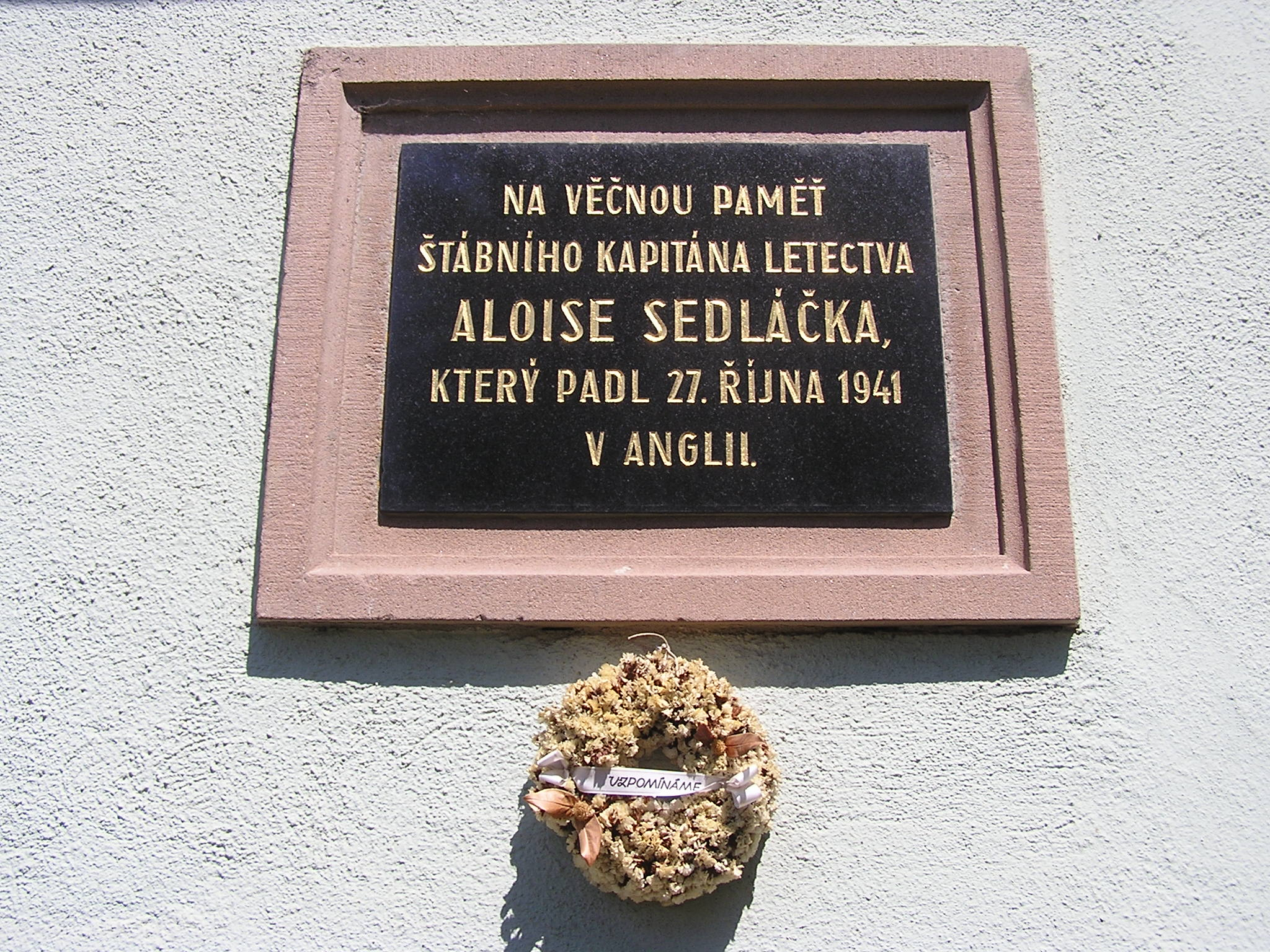
Pamětní deska št. kpt. Aloisi Sedláčkovi na domě č. p. 11
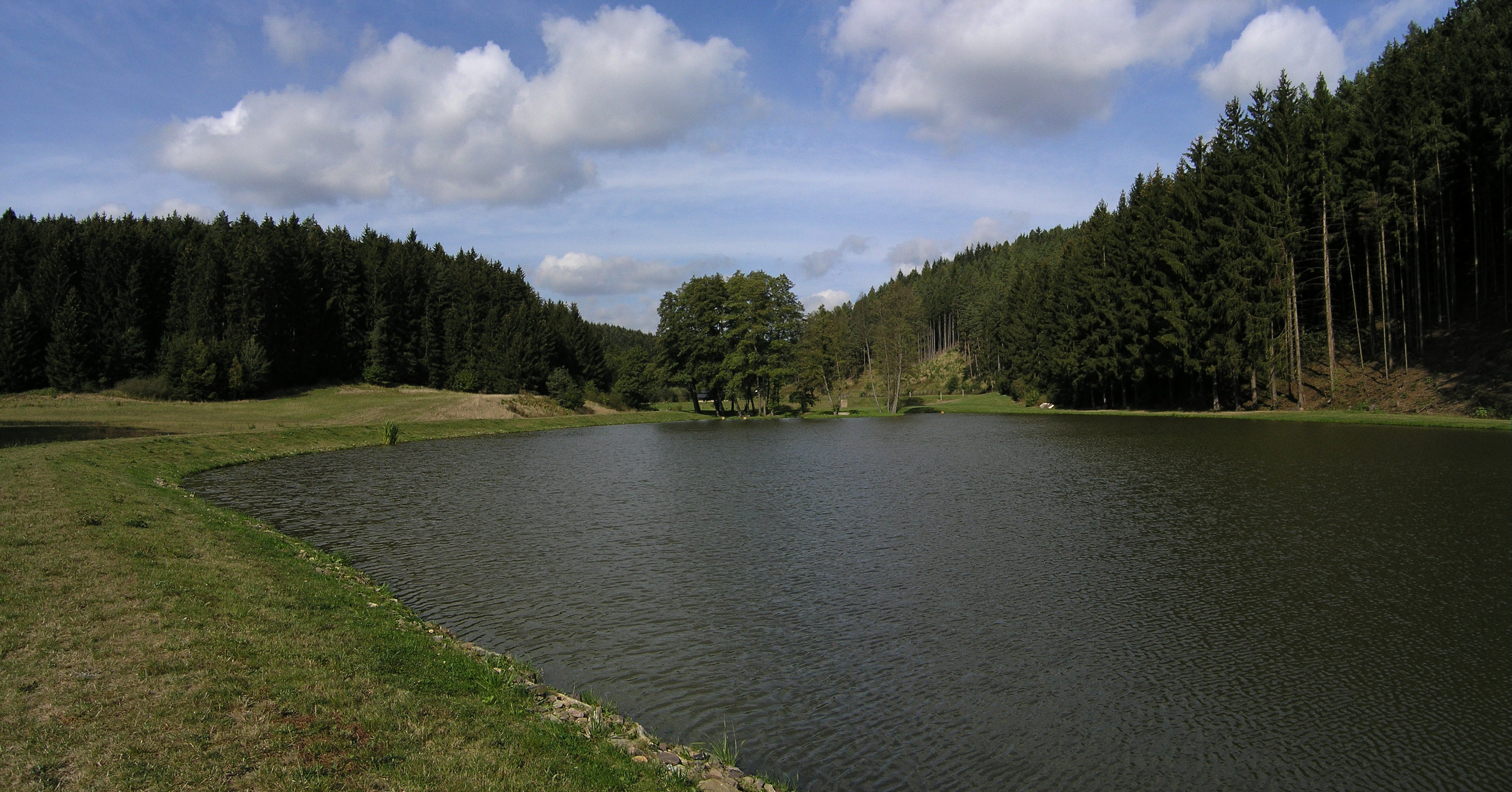
Býkovický rybník
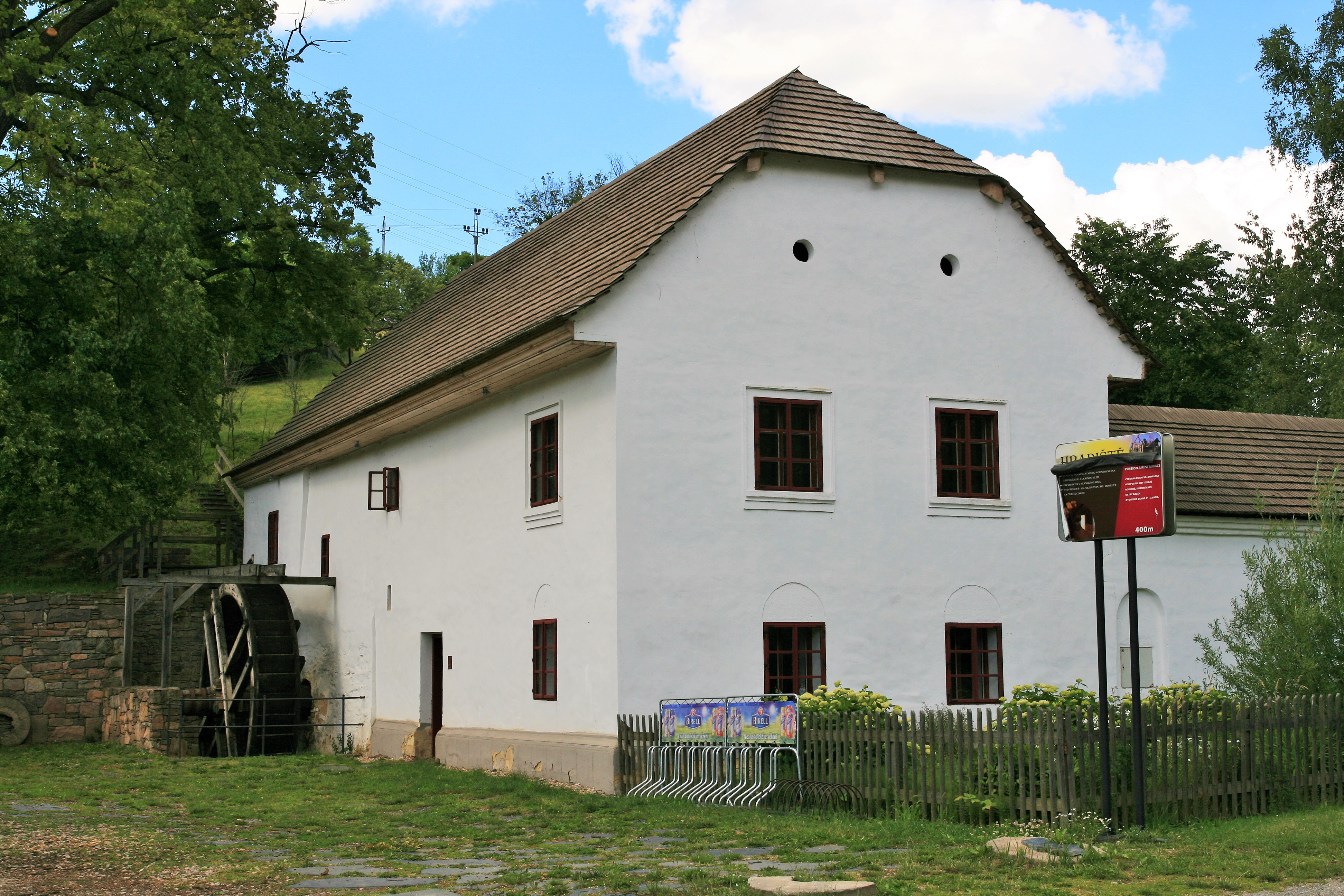
Porčův mlýn u rybníka
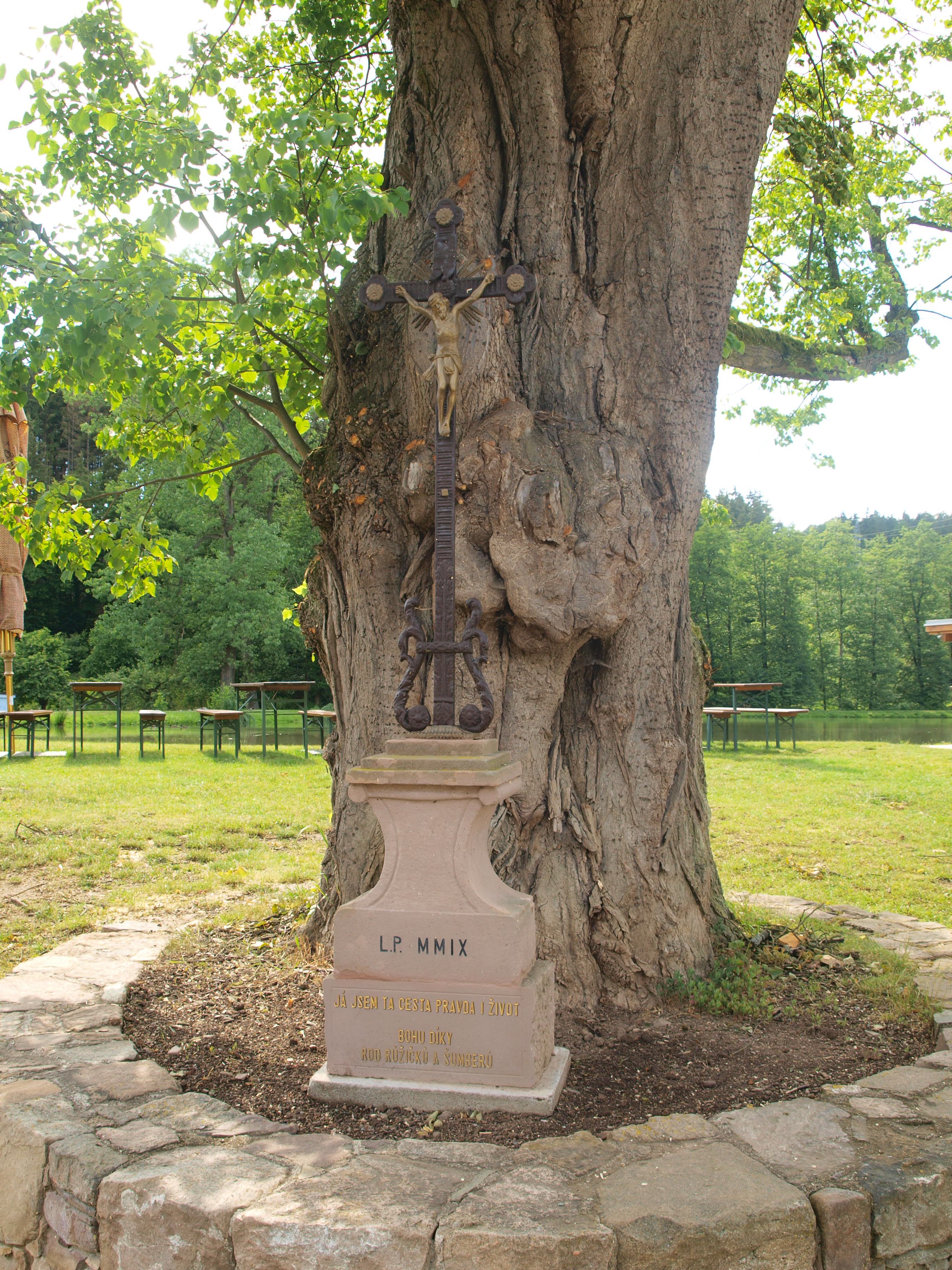
Kříž pod lípou u Porčova mlýna
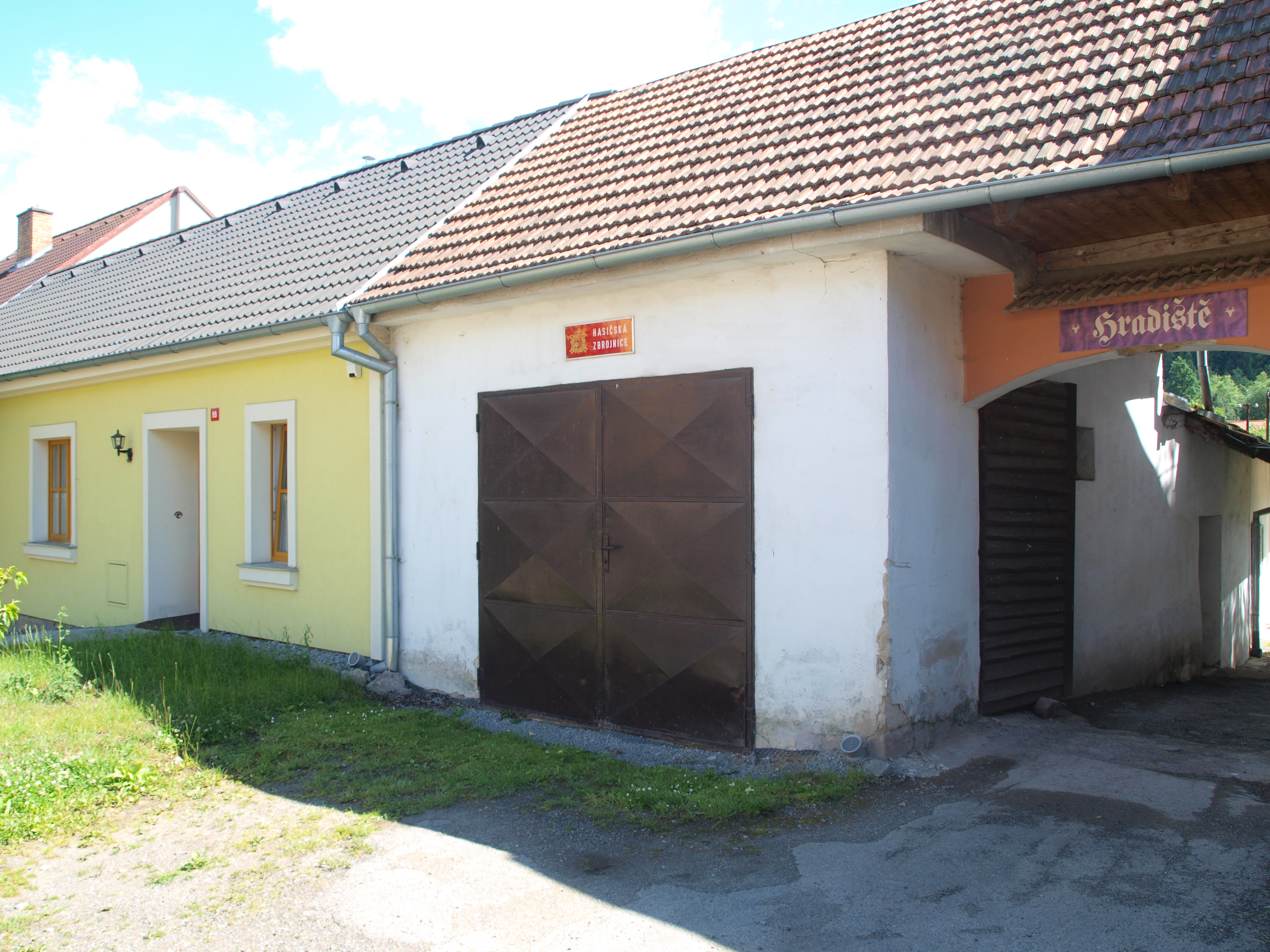
Hasičská zbrojnice